# Ярське (Новосибірська область)
Ярське (рос. Ярское) — село у Новосибірському районі Новосибірської області Російської Федерації.
Входить до складу муніципального утворення Плотниковська сільрада. Населення становить 2 особи (2010).

## Історія
Згідно із законом від 2 червня 2004 року органом місцевого самоврядування є Плотниковська сільрада.

## Населення
| 2002 | 2007 | 2010 |
| ---- | ---- | ---- |
| 6    | ↘2   | →2   |